# ستوديو دين
استوديو دين (株式会社スタジオディーン، كابوشيكي غايشا سوتاجيو دين?) هي شركة يابانية للإنتاج الأنمي, تأسست بعد ثلاث سنوات من تأسيس شركة سنرايز في عام 1972.
تم إنشاء استوديو دين من قبل أعضاء شركة سنرايز في عام 1975. نتيجة لذلك كانت هناك بعض الأعمال المشتركة بين الشركتين كأنمي كاوبوي بيباب.

## أعمال الاستوديو

### مسلسلات أنمي تلفزيونية
- أوريسي ياتسورا (1984–1986 بالتعاون مع إستديو بيرو)
- رانما ½ (1989–1992)
- السائق (1988-1988)
- أنت رهن الاعتقال (1994–2008)
- جت باكرز
- فامباير نايت
- فامباير نايت Guilty
- فروتس باسكت
- روروني كينشين (1997–1998 بالتعاون مع ستوديو غالوب)
- فايس كرويتز
- فايس كرويتز غلين
- رايف
- سلة الفاكهة (2001)
- ساموراي ديبر كيو(2002)
- أماتسكي
- ماريا ساما غا ميترو (2004)
- فتاة الجحيم (2005–2006)
- فتاة الجحيم: القفصين
- فتاة الجحيم: الإبريق ثلاثي القوائم
- فتاة الجحيم: رفيق المساء
- ذا لو أوف ويكي (2005–2006)
- فيت/ستاي نايت (2006)
- عندما تبكي حشرة الليل (2006)
- عندما تبكي حشرة الليل:الحل
- كيو كارا ماو!
- سيمون (2006)
- يامي تو بوشي تو هون نو تابيبيتو
- كود-إي (2007–2008)
- جونجو رومانتيكا (2008)
- فارس مصاص الدماء (2008)
- الأشباح السبعة (2009)
- عندما تبكي النوارس (2009)
- هيتاليا: قوة المحور (2009–2010)
- نجمة الطبخ (2009-2013)
- سيتوكاي نو إيتشيزون
- حفيد نوراريهيون
- حفيد نوراريهيون: عاصمة العفاريت
- هاكوؤكي
- هاكوؤكي: الدم الأزرق
- جاينت كيلينغ
- هل هذا زومبي؟
- دراغون كرايسس!
- سيكاي-ايتشي هاتسوكوي (2011)
- روزن ميدن (2013)
- بيوبا (2014)
- ساكورا تريك (2014)
- ستار أوشن EX
- باكوماتسو روك
- شوا غينروكو راكوغو شينجو
- شوا غينروكو راكوغو شينجو: عودة سكيروكو
- كونوسوبا (2015)
- أنا ساكاموتو (2016)
- كونوسوبا 2
- كابوكيبو! (2017)
- ذا ريفليكشن (2017)
- مجموعة جونجي إيتو (2018)
- فتيات الموسيقى (2018)
- سول هنتر
- وكالة موهيو و روجي لمباحث الغرائب
- الخطايا السبع المميتة: غضب الملوك
- الخطايا السبع المميتة: قضاء الغضب
- مكتبة كوكورو
- كوتشوكي (2019)
- جونجي إيتو: حكايات يابانية مرعبة (2023)

### أنمي الإنترنت
- Starry☆Sky
- هيتاليا Axis Powers
- هيتاليا World Series

### أوفا أنمي
- روروني كينشين: فصل الذكريات
- روروني كينشين: فصل الزمان
- روروني كينشين: فصل كيوتو الجديد
- عندما تبكي حشرة الليل:الامتنان
- عندما تبكي حشرة الليل:البريق
- فايس كرويتز

### أفلام أنمي
- فيت/ستاي نايت: Unlimited Blade Works
- بيضة الملاك (1985)
- تيكن (1998 بالتعاون مع شركة آسي، سوني للترفيه الموسيقي اليابانية، نامكو)
- إينيشيال دي المراحل الثلاثة (2001)
- هيتاليا: الشاشة الفضية Paint it, White
- الخطايا السبع المميتة: الملعونون من قبل النور
- سيلور مون إترنال (بالتعاون مع توي أنيميشن)
- فتيات الموسيقى (2015)

## وصلات خارجية
- الموقع الرسمي